# Cumeenhydroperoxide
Cumeenhydroperoxide is een hydroperoxide, afgeleid van cumeen. Het is een kleurloze tot bleekgele vloeistof met een licht aromatische geur.

## Synthese
Cumeenhydroperoxide wordt geproduceerd door de oxidatie van cumeen met zuurstofgas. Commercieel is het verkrijgbaar als een geconcentreerde oplossing (70 - 80%) in cumeen.

## Toepassingen
Cumeenhydroperoxide wordt in het cumeenproces gevormd als tussenproduct bij de productie van aceton en fenol uitgaande van cumeen. Onder invloed van zwavelzuur wordt het gesplitst in fenol en aceton, met als bijproducten alfa-methylstyreen en acetofenon.
Cumeenhydroperoxide wordt ook gebruikt als radicaalinitiator, dit is leverancier van vrije radicalen voor chemische reacties die volgens een radicalair kettingmechanisme verlopen, zoals ketenpolymerisatie en de harding van onverzadigde polyesterharsen.
Er worden ook andere organische peroxiden van gemaakt, vooral dicumylperoxide.

## Eigenschappen
Geconcentreerd cumeenhydroperoxide (90% of meer) is instabiel en kan door schokken of slagen exploderen. Bij kamertemperatuur ontleedt het al langzaam. Dit proces kan versneld worden bij hogere temperaturen en leidt bij ongeveer 150 °C tot explosie.
Cumeenhydroperoxide is een reactieve, sterk oxiderende stof en reageert hevig met brandbare en reducerende stoffen, met gevaar op brand of explosie.
De stof is corrosief voor de ogen, de huid en de luchtwegen. Inademing van aerosoldeeltjes kan longoedeem veroorzaken (de symptomen treden meestal pas na enkele uren op).